# Eumecosoma staurophora
Eumecosoma staurophora är en tvåvingeart som beskrevs av Ignaz Rudolph Schiner 1868. Eumecosoma staurophora ingår i släktet Eumecosoma och familjen rovflugor. Inga underarter finns listade i Catalogue of Life.